# Frontière entre le Danemark et la Norvège
La frontière entre le Danemark et la Norvège est entièrement maritime mais à la particularité de se situer à deux endroits : l'un concerne la mer du Nord et est situé entre le Danemark métropolitain et la Norvège (c'est l'une des frontières intérieures de l'espace Schengen), l'autre est en mer du Groenland entre l'île norvègienne Jan Mayen et le Groenland (c'est l'une des frontières extèrieures de l'espace Schengen).

## Frontière Métropole
En décembre 1965, un accord fut formalisé avec une ligne de démarcation en huit points avec un amendement le 4 juin 1974
- Point 1. 58° 15' 41.2" N. 10° 01' 48.1" E.
- Point 2. 57° 59' 18.0" N. 9° 23' 00.0" E.
- Point 3. 57° 41' 48.0" N. 8° 53' 18.0" E.
- Point 4. 57° 37' 06.0" N. 8° 27' 30.0" E.
- Point 5. 57° 29' 54.0" N. 7° 59' 00.0" E.
- Point 6. 57° 10' 30.0" N. 6° 56' 12.0" E.
- Point 7. 56° 35' 30.0" N. 5° 02' 00.0" E.
- Point 8. 56° 05' 12.0" N. 3° 15' 00.0" E.

## Frontière île Jan Mayen et Groenland
En décembre 1993, un accord, fut formalisé avec une ligne de démarcation en quatre points
- Point 1. 74° 21' 46.9" N., 05° 00' 27.7" W.
- Point 2. 72° 49' 22.2" N., 11° 28' 28.7" W.
- Point 3. 71° 52' 50.8" N., 12° 46' 01.3" W.
- Point 4. 69° 54' 34.4" N., 13° 37' 46.4" W.

## Frontière Norvège et Îles Féroé
En juin 1979, un accord fut formalisé avec une ligne de démarcation par deux points
- Point No. 1: 63° 53' 14.93" N., 0° 29' 19.55" W.
- Point No. 2: 64° 25' 59.52" N., 0° 29' 12.22" W